# Besselfjord
Het Besselfjord is een fjord in Nationaal park Noordoost-Groenland in het oosten van Groenland.
De fjord is vernoemd naar de astronoom Friedrich Bessel.

## Geografie
De fjord is in de hoofdzaak west-oost georiënteerd en heeft een lengte van meer dan 60 kilometer. In het westen wordt de fjord gevoed door een tak van de Soranergletsjer. In het oosten mondt de fjord uit in de Store Bælt.
In het noorden wordt de fjord begrensd door het Ad. S. Jensenland en in het zuiden door het Koningin Margrethe II-land.